# Durlangen
Durlangen – miejscowość i gmina w Niemczech, w kraju związkowym Badenia-Wirtembergia, w rejencji Stuttgart, w regionie Ostwürttemberg, w powiecie Ostalb, wchodzi w skład związku gmin Schwäbischer Wald. Leży na przedpolu Jury Szwabskiej, ok. 28 km na zachód od Aalen.